# Hectorellaceae
Classification APG II (2003)
Famille
Classification APG III (2009)
La famille des Hectorellaceae est une famille de plantes dicotylédones qui ne comprend que deux espèces des genres :
- Hectorella (Hectorella caespitosa), endémique de la Nouvelle-Zélande,
- Lyallia (Lyallia kerguelensis), endémique des îles Kerguelen.

Ce sont deux plantes herbacées pérennes, cespiteuses, en forme de coussins, originaires des régions froides ou tempérées de l'hémisphère sud. Il se pourrait qu'elles aient un ancêtre commun qui vivait en antarctique, puis que les glaces aient réduit son aire de répartition, séparant deux populations qui ont évolué vers deux espèces, Lyallia et Hectorella, deux genres monotypiques.
Cette famille n'existe pas dans la classification classique de Cronquist (1981).
La classification phylogénétique APG II (2003) situe les espèces dans la famille des Portulacaceae. Néanmoins, cette famille des Hectorellaceae ne semble pas encore rejetée complètement.
En classification phylogénétique APG III (2009) cette famille est invalide et ses genres sont incorporés dans la famille Montiaceae.